# Ulf Andersson (handbollsspelare)
Ulf Andersson är en tidigare svensk landslagsspelare i handboll.

## Klubbkarriär
Ulf Andersson började elitkarriären i Västra Frölunda där han spelade till 1975. 1975-1976 fortsatte han karriären i Vikingarna  IF som då spelade i division 2. Vikingarna tog sig till allsvenskan 1976 och Ulf Andersson spelade kvar till 1979. 1979 var han åter i Västra Frölunda. Det är okänt hur länge han fortsatte spela i klubben. Ulf Andersson var försvarsspelare i första hand.

## Landslagskarriär
Ulf Andersson spelade 10 matcher för ungdomslandslaget och gjorde 15 mål för Sverige från 1970. Den sista landskampen  spelade han i U-21 1973 vilket  betyder att han var född 1961 eller 1962. Han debuterade i A-landslaget 24 januari 1973 mot Sovjetunionen i en svensk seger 11-10. Han spelade sedan 30 landskamper enligt den gamla statistiken, medan den nya har 31 men räknar in en match mot Schweiz B, hans sista landskamp 11 oktober 1975.  Ulf Andersson stod för 39 landslagsmål. Sverige var långt från världseliten så Ulf Andersson har inga internationella meriter. Han spelade aldrig i en mästerskapsturnering.